# كرايغ رايت
كرايغ رايت (28 أبريل 1974 في المملكة المتحدة - ) (بالإنجليزية: Craig Wright)‏ هو لاعب كريكت بريطاني. شارك في دورة ألعاب الكومنولث 1998. وشارك مع منتخب اسكتلندا الوطني للكريكت.

## وصلات خارجية
- كرايغ رايت على موقع إي آس بي آن كريك إنفو (الإنجليزية)